# Cyprichromis
Cyprichromis is een geslacht van straalvinnige vissen uit de familie van de cichliden (Cichlidae).

## Soorten
- Cyprichromis coloratus Takahashi & Hori, 2006
- Cyprichromis leptosoma (Boulenger, 1898)
- Cyprichromis microlepidotus (Poll, 1956)
- Cyprichromis pavo Büscher, 1994
- Cyprichromis zonatus Takahashi, Hori & Nakaya, 2002